# Bachman-Turner Overdrive
Bachman-Turner Overdrive (também conhecido como BTO) é uma banda de rock canadense de Winnipeg, Manitoba, que lançou uma série de álbuns e singles na década de 70. O nome da família Bachman é pronunciado "back-man", pronúncia que a própria banda usa. A pronúncia alternativa como "bok-man", especialmente na rádio americana, é tão difundida que a banda não a corrige mais e ambas as pronúncias tornaram-se aceitas. O autor de horror-ficção, Stephen King, inspirou-se no nome da banda para seu pseudônimo Richard Bachman.

## História
Brave Belt foi a banda precursora de BTO, formada em 1971 por Randy Bachman e Chad Allan, ambos ex integrantes de The Guess Who, e o baterista Robin "Robbie" Bachman. Essencialmente, Randy estava produzindo o álbum para Allan; ele e Robbie proviam boa parte do trabalho instrumental. Quando requisitados pela gravadora para uma turnê, Randy convidou seu colega baixista/vocalista de Winnipeg C.F. "Fred" Turner para se juntar às atuações agendadas da banda.
O primeiro álbum de Brave Belt, que levava o nome da banda, não obteve sucesso nas vendas, e Chad Allen deixou a banda logo após o início da tour. Por não haver um líder vocal de prontidão para substituir, Turner foi convidado a ser um membro de tempo integral e liderar o vocal para a gravação de Brave Belt II em 1972. Brave Belt II também falhou em alcançar sucesso nas paradas, e em 1972 a tour de suporte ao álbum foi cancelada na metade. Mas a influência de Turner já podia ser notada, conforme a banda migrava de um puro rock-country para um som mais pesado, caracterizado pelo peso da guitarra e pela voz forte e áspera de Turner.
Chad Allan aparece como vocalista em duas faixas de Brave Belt II, mas estava essencialmente fora da banda para qualquer turnê. Durante esse período, Tim Bachman foi agregado ao grupo como um segundo guitarrista pois a banda sentira sua formação de apenas 3 integrantes restritiva. Firmaram novo acordo com a Mercury Records, a qual Randy Bachman se referiu como tiro de sorte:
Após sua fita demo ser rejeitada 26 vezes, Bachman estava preparado para dizer para os outros membros da banda que não seria mais possível manter seus salários, "e eles teriam que arrumar os temidos empregos comuns".Mas o destino tomou outro rumo - em Abril de 1973, Charlie Fach da Mercury Records retornou ao seu posto após uma viagem a França para encontrar em sua mesa uma pilha de fitas demos ainda não tocadas. Querendo começar do zero, jogou todas as fitas numa lata de lixo, exceto uma, que caiu no chão fora da lata. Fach então pegou a fita e notou o nome Bachman nela. Lembrou-se de ter conversado com ele no ano anterior e de ter dito a Bachman que se alguma vez produzisse uma demo para mandá-la a ele. Enquanto tocava a primeira faixa, "Gimme Your Money Please," Fach telefonou para Bachman para dizer que queria contratar a banda.
Até o momento a fita demo da banda ainda se chamava Brave Belt III. Fach convenceu a banda de que um novo nome era necessário; e apostava no reconhecimento do nome dos membros da banda. A banda já havia cogitado a hipótese de usar seus nomes de família. No caminho de volta de uma atuação em Toronto, ao notarem uma revista de caminhões chamada Overdrive numa loja Windsor, Turner escreveu "Bachman-Turner Overdrive" e as iniciais "B.T.O." em um guardanapo. O resto da banda decidiu que o acréscimo de "Overdrive" era a maneira perfeita de descrever sua música.
BTO lançou seu álbum auto intitulado em Maio de 1973. O álbum estorou nos E.U.A. por cidades no entorno dos Grandes Lagos como Detroit e Buffalo, e permaneceu nas paradas por muitas semanas apesar da falta de um verdadeiro "single". Este foi o precurso de seu iminente sucesso.

### Estouro e sucesso
O segundo álbum, Bachman-Turner Overdrive II, foi lançado em dezembro do mesmo ano e se tornou sucesso nas paradas nos E.U.A. e Canadá. Este também rendeu dois de seus mais conhecidos singles, "Let it Ride" e "Takin’ Care of Business". Randy já havia escrito o escopo de "Takin’ Care of Business" oito anos antes como "White Collar Worker" ainda no The Guess Who, mas a banda sentiu que aquele não era seu tipo de música. Ela reapareceu no repertório de BTO durante shows de suporte ao primeiro álbum, por vontade de Randy, "para dar a Fred Turner a chance de descansar a voz". Randy ouvira um dia antes DJ Johnny Jane dizer 'We're takin' care of business on C-Fox radio', e decidiu inseir a frase "takin' care of business" no coro onde estava previamente "white collar worker".
Tim Bachman deixou a banda no início de 1974, logo após o lançamento de Bachman-Turner Overdrive II. Há diferentes versões sobre as razões de sua saída. Muitos afirmam que ele deixou a banda por assuntos pessoais e de estilo de vida... que estava para se casar e/ou queria estudar engenharia de som e produção. Mas em uma entrevista em 2002, o irmão Robbie disse "Ele foi basicamente convidado a sair. Ele não era calibre para o BTO [e] era difícil contar com ele. Acho que a banda estava conflituosa com sua vida".
Durante a turnê de suporte para o BTO II, Tim foi substituído por Blair Thornton, que havia participado da banda de Vancouver, Crosstown Bus. O primeiro álbum com a formação modificada, Not Fragile de 1974, tornou-se um grande sucesso e alcançou o 1º lugar nas paradas americanas e canadenses. O álbum incluía o single "You Ain’t Seen Nothing Yet" que alcançou primeiro lugar nas paradas, e "Roll On Down the Highway", favorita em uma rádio americana de rock'n roll. A banda continuou firme na produção de álbuns bem sucedidos em meados dos anos 70, incluindo Four Wheel Drive e Head On (ambos em 1975). Cada um desses álbuns produziu um single: "Hey You" (from Four Wheel Drive) e "Take it Like a Man" (from Head On). Esta última conta com a participação de Little Richard no piano. Head On também inclui a composição de Randy Bachman, "Lookin' Out for #1," que garantiu considerável sucesso nas estações de rock tradicional e de "soft" rock.

### Decadência

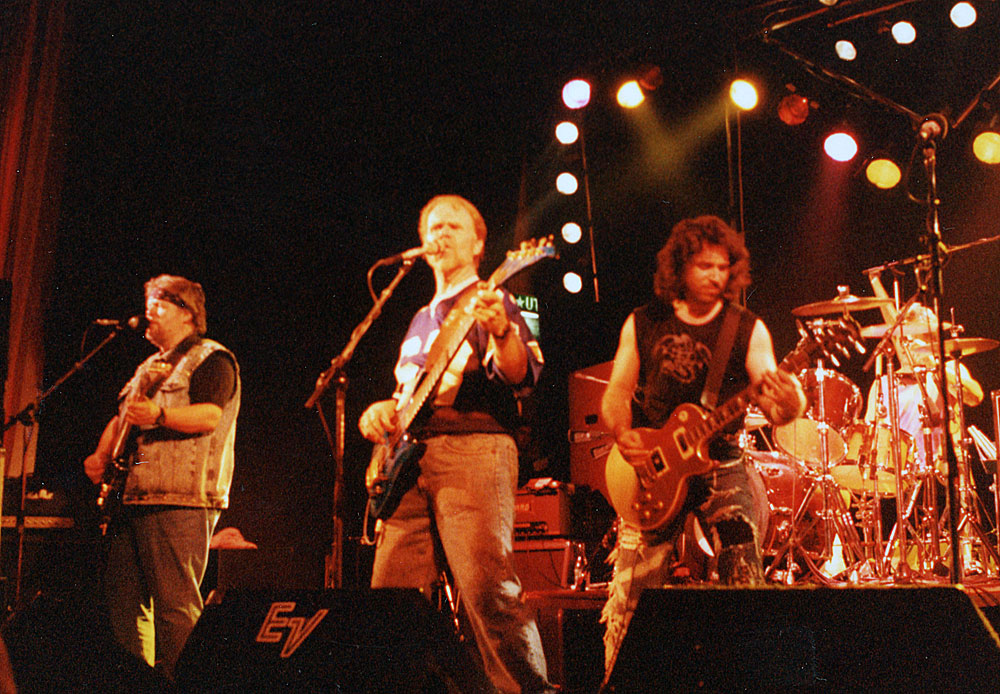
A banda em concerto, 1991

A primeira coletânea de BTO, Best of BTO (So Far), foi lançada em 1976 e trazia canções de cada um dos cinco primeiros álbuns de estúdio da banda. “Freeways” (1977), foi o último álbum em que participou Randy Bachman, antes de deixar a banda para formar o Iron Horse junto com Tom Sparks e Chris Leighton. Apesar de o Bachman-Turner Overdrive ter perdido a sua alma, a banda continuou, reduzindo definitivamente seu nome para as siglas B.T.O.. Jim Clench substitui Randy, e gravam álbuns sem muita repercussão como “Street Action” (1978) e “Rock n´ Roll Nights” (1979).
Em 1980, o B.T.O. deixaria de existir. Randy publicaria vários discos solo, antes de voltar de novo com a banda, em meados dos anos 80, agora composta por Randy, Tim, C. F. Turner e o ex-batera do guess Who, Garry Peterson, e gravaram o bom “Bachman-Turner Overdrive” (1984).
O batera Robbie Bachman, por sua vez, com o nome B.T.O., começou a tocar pelos EUA, o que ocasionou brigas com seu irmão. Posteriormente, solucionados os problemas e unificada a banda, Randy voltou a deixar a banda para prosseguir sua carreira solo, sendo substituído por Randy Murray, que continua a tocar com seus companheiros até os dias de hoje.

## Discografia

### Álbuns de estúdio
- 1973 - Bachman–Turner Overdrive
- 1973 - Bachman–Turner Overdrive II
- 1974 - Not Fragile
- 1975 - Four Wheel Drive
- 1975 - Head On
- 1977 - Freeways
- 1978 - Street Action
- 1979 - Rock n' Roll Nights
- 1984 - Bachman–Turner Overdrive
- 2010 - Bachman & Turner

### Ao vivo
| Year | Title                                              | U.S. Certification | Chart Number |
| ---- | -------------------------------------------------- | ------------------ | ------------ |
| 1977 | BTO Live - Japan Tour                              | -                  | -            |
| 1986 | Live! Live! Live!                                  | -                  | -            |
| 1994 | Best of Bachman–Turner Overdrive Live              | -                  | -            |
| 1997 | Motorcity Detroit USA Live                         | -                  | -            |
| 1998 | King Biscuit Flower Hour: Bachman–Turner Overdrive | -                  | -            |

### Compilações
| Year | Title                                                                                 | U.S. Certification" " | Chart Number |
| ---- | ------------------------------------------------------------------------------------- | --------------------- | ------------ |
| 1976 | Best of BTO (So Far)                                                                  | 2x Platinum           | -            |
| 1983 | You Ain't Seen Nothing Yet                                                            | -                     | -            |
| 1986 | BTO's Greatest                                                                        | Gold                  | -            |
| 1993 | The Anthology                                                                         | -                     | -            |
| 1996 | Trial by Fire: Greatest and Latest                                                    | -                     | -            |
| 1998 | Takin' Care of Business Takin' Care of Business (Album)                               | -                     | -            |
| 2000 | 20th Century Masters: The Millennium Collection: The Best of Bachman–Turner Overdrive | Gold                  | -            |
| 2001 | The Very Best of Bachman–Turner Overdrive                                             | -                     | -            |
| 2005 | Bachman–Turner Overdrive Gold                                                         | -                     | -            |

Singles
| Year | Single                        | Chart        | Position |
| ---- | ----------------------------- | ------------ | -------- |
| 1973 | "Blue Collar"                 | Rock Singles | 68       |
| 1973 | "Let It Ride"                 | Pop Singles  | 23       |
| 1974 | "Takin' Care of Business"     |              | 12       |
| 1974 | "Roll on Down the Highway"    |              | 14       |
| 1974 | "You Ain't Seen Nothing Yet"  |              | 1        |
| 1975 | "Hey You"                     |              | 21       |
| 1976 | "Gimme Your Money Please"     |              | 70       |
| 1976 | "Take It Like a Man"          |              | 33       |
| 1976 | "Lookin' Out for #1"          |              | 65       |
| 1976 | "Down to the Line"            |              | 43       |
| 1977 | "My Wheels Won't Turn"        |              | --       |
| 1977 | "Shotgun Rider"               |              | --       |
| 1978 | "Down the Road"               |              | --       |
| 1979 | "Jamaica"                     |              | --       |
| 1979 | "Heartaches"                  |              | 60       |
| 1984 | "Service with a Smile"        |              | --       |
| 1984 | "For the Weekend"             |              | 83       |
| 1996 | "The House of the Rising Sun" |              | --       |